# Catí
Catí es un municipio perteneciente a la provincia de Castellón, en la Comunidad Valenciana (España).

## Geografía
Integrado en la comarca de Alto Maestrazgo, se sitúa a 71 kilómetros de la capital provincial. El término municipal está atravesado por la carretera N-232 entre los pK 36 y 39, además de por la carretera CV-128 que se dirige hacia Vilar de Canes. 
El relieve del municipio está formado por el valle conocido como "el corredor de Catí" y por las sierras del Maestrazgo que lo limitan por el oeste. Cuenta con numerosas ramblas que descienden de las sierras occidentales (Serra d'en Seller al suroeste y Serra de la Vallivana al noroeste). Por el este, el límite lo marca el barranco de San Miguel. La altitud oscila entre los 1286 metros al oeste (Alto de la Nevera) y los 600 metros al sur, en la Rambla de la Belluga, El pueblo se alza a 661 metros sobre el nivel del mar. 
| Noroeste: Morella          | Norte: Morella        | Noreste: Chert          |
| Oeste: Morella             |                       | Este: Tírig y Albocácer |
| Suroeste: Ares del Maestre | Sur: Ares del Maestre | Sureste: Albocácer      |

### Barrios y pedanías
En el término municipal de Catí se encuentra también los siguientes núcleos de población:
- L'Avellà.
- Hostal del Mestre.
- Masía Costereta.
- Masía d'En Ramon.
- Masía de Evaristo.
- Masía de Gatella.
- Masía de Jaime Vicente.
- Masía de Roblasco.
- Masía de Segarra de Arriba.
- Masía Font Nova.

### Localidades limítrofes
El término municipal de Catí limita con las siguientes localidades: Ares del Maestre, Morella, Chert, Tírig, Salsadella, San Mateo y  Albocácer todas ellas de la provincia de Castellón.

## Historia
En 25 de enero de 1239 Catí fue dado a poblar por Blasco de Alagón, a Ramón de Bocona (futuro poblador de Onda), y a cuarenta hombres más, (hecho que fue confirmado por el rey Jaime I, en 1243). Por los nombres de aquellos primeros vecinos se supone que procedían de las tierras de Lérida. La fidelidad era su principal virtud, que se reconoce al conceder a Catí un escudo de armas cuya figura principal es un perro andante, símbolo de la fidelidad activa.
Catí ha participado en cuantos hechos históricos ha tomado parte la ciudad de Morella. Así, hombres de Catí toman parte en la conquista de Mazalquivir, Orán y Bujía, en la Nave del Bayle de Morella. Ello a pesar de que la villa de Catí, junto a las demás aldeas, comenzó en 1292 un pleito contra Morella, que no concluyó hasta que en 1691 les fue concedida la independencia.

## Administración
| Periodo   | Nombre                      | Partido |
| --------- | --------------------------- | ------- |
| 1979-1983 | Eugenio Puig Puig           | UCD     |
| 1983-1987 | Aurelio Beltrán Sancho      | UCD     |
| 1987-1991 | Juan Gozalbo Gómez          | PP      |
| 1991-1995 | José Roca García            | PP      |
| 1995-1999 | José Roca García            | PP      |
| 1999-2003 | José Roca García            | PP      |
| 2003-2007 | José Roca García            | PP      |
| 2007-2011 | Manuel Puig Puig            | PP      |
| 2011-2015 | Manuel Puig Puig            | PP      |
| 2015-2019 | Pablo Roig Ferrando         | PP      |
| 2019-2023 | Pablo Roig Ferrando         | PP      |
| 2023-act. | María del Carmen Gamiz Puig | PP      |

## Demografía
Catí cuenta con una población de 760 habitantes (INE 2024).
| Gráfica de evolución demográfica de Catí entre 1842 y 2021                                                          |
| |
| Población de derecho según los censos de población del INE Población de hecho según los censos de población del INE |

| 1990 | 1992 | 1994 | 1996 | 1998 | 2000 | 2002 | 2004 | 2005 | 2007 | 2019 |
| ---- | ---- | ---- | ---- | ---- | ---- | ---- | ---- | ---- | ---- | ---- |
| 971  | 931  | 923  | 912  | 897  | 869  | 855  | 853  | 857  | 861  | 721  |

## Economía
En el transcurso de los siglos la industria más universal ha sido en Catí la de fabricación de tejidos de lana, en ella trabajaban un número considerable de vecinos en los oficios de esquiladores, pelaires, y tejedores, así como en su comercio. En el siglo XVI Catí contaba con más de nueve mil cabezas de ganado. Hoy, como entonces, son famosos los productos que se obtienen en forma de lechales y cabritos para la hostelería, como la elaboración de quesos de forma tradicional. También antiguamente fueron importante los cereros de Catí, pero esta actividad ha dejado paso a la elaboración de turrones y mazapanes. Mientras que otra variante artesanal importante en el municipio, es la referente a la industria del mueble rústico. 

## Patrimonio

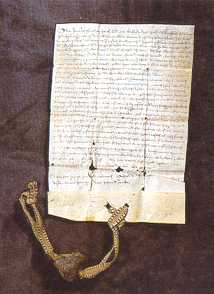
Carta puebla
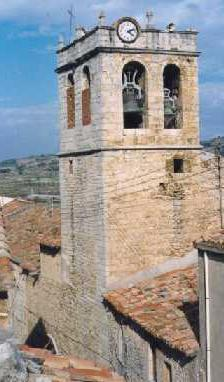
Campanario Iglesia de la Asunción de María
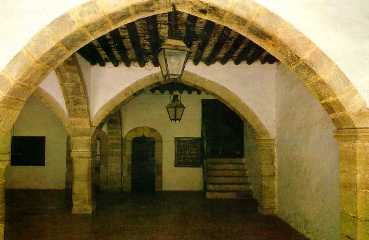
casa de la Villa

### Monumentos civiles
Catí conserva bellos edificios medievales como Las casas del célebre mercader Jerónimo Martí, Matías Roca, del Bayle, de Antonio Mateu, de En Galiá, de Alfaro, y del Hort de Masó, exponentes de los siglos XV al XVII. Aunque su patrimonio civil más característico es:
- Casa de la Vila

Levantada en 1428, es un edificio muy notable en cuyos pilares trabajó el picapedrero Jaime Sans. Levantado bajo la dirección de Bernat Turó, de Traiguera. En su salón principal a lo largo de los siglos han tenido lugar las reuniones del Concejo y se han representado comedias. Valioso artesonado. La falsa está sostenida por 18 filas, 272 tablones y 3 filas grandes de madera de Benasal. 
- Casa Miralles

Fue levantada por Ramón Sanjuán en 1455. Separada de la Casa de la Villa por el "callejón del viento", es obra del cantero cántabro Pedro Crespo. 
- Casa de los Montserrat
- Casa de Joan Espígol
- Mas de Torres, incluido por la UNESCO en el arte rupestre del arco mediterráneo de la península ibérica declarado Patrimonio de la Humanidad. Yacimiento declarado Bien de interés cultural, representante del estilo Levantino presenta tres figuras antropomórficas y zoomórficas.
- Emblema e inscripción en la casa del mercader Jerónimo Martí
- Escudo de la Casa de la Abadía
- Escudo del antiguo hospital
- Conjunto Histórico Artístico
- Escudo nobiliario de la Casa de los Sans
- Escudo nobiliario de la casa en la calle San Juan
- Escudos de la Iglesia
- Recinto Amurallado

### Monumentos religiososo
- Iglesia parroquial

Situada en el centro del pueblo, fue construida en el siglo XIV.
Alberga importantes obras de arte. Posee uno de los mejores retablos pintados del siglo XV, con la particularidad de ser del afamado artista valenciano Jacomart, pintor del rey Alfonso V. La abadía edificada al sur de la iglesia y contigua a ella, es espaciosa y fue construida en 1376 por el cura Pedro Durán. La Torre, situada en la calle Mayor, domina toda la población. 
- Ermita de la Virgen del Pilar

El día 6 de enero de 1625, fiesta de los Santos Reyes, se reunieron los dueños de las doce masías del contorno, y acordaron edificar esta ermita en "La Vall de Catí", a unos seis kilómetros de la población. Esta ermita campera se remonta al siglo XVII. La iglesia mide 13 metros de largo, 6'60 de ancho y 5 de altura. Pero todo el complejo mide 22'20 de largo por 10'30 de ancho. La techumbre de la iglesia, a dos aguas, está sustentada por dos arcadas pétreas y la fachada por remate una espadaña, pero sin campana. En el altar mayor está la tradicional imagen de la Virgen del Pilar.
- Ermita de Santa Ana

Es una de las más completas y acabadas de Catí, situada a medio kilómetro de la población. Consta de un solo cuerpo con tres arcos, de regulares dimensiones, con coro y altar mayor. Fue director de la obra Arnaldo Pedro, cantero de Forcall, quien puso la primera piedra el 29 de agosto de 1441.
- Ermita de San Vicente

## Gastronomía

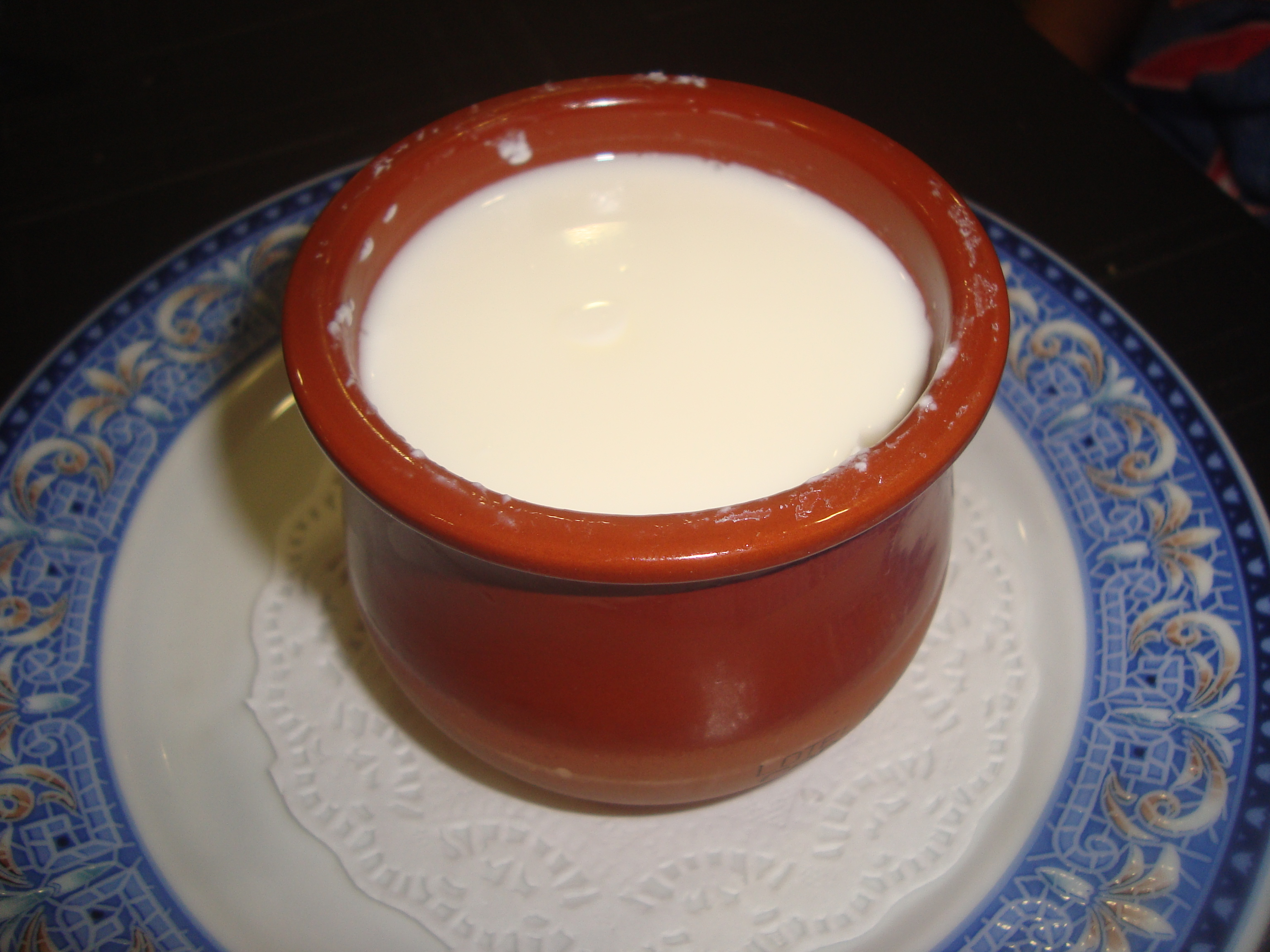
Cuajada de leche de oveja.

En Catí y en los alrededores próximos existe una inmejorable cocina tradicional: jamón y cecina; ternascos y cabritos excelentemente preparados al horno; los "pataques farcides"; alubias como durante siglos se han preparado en Sant Pere; guisado de vaquetes (una especie de caracol blanco), cocas de tomate, cocas celestiales, buñuelos, pastissos de confitura, frito (carne conservada en aceite), quesos, cuajadas y requesones con su toque de arrope, destacan entre otras especialidades celosamente guardadas.

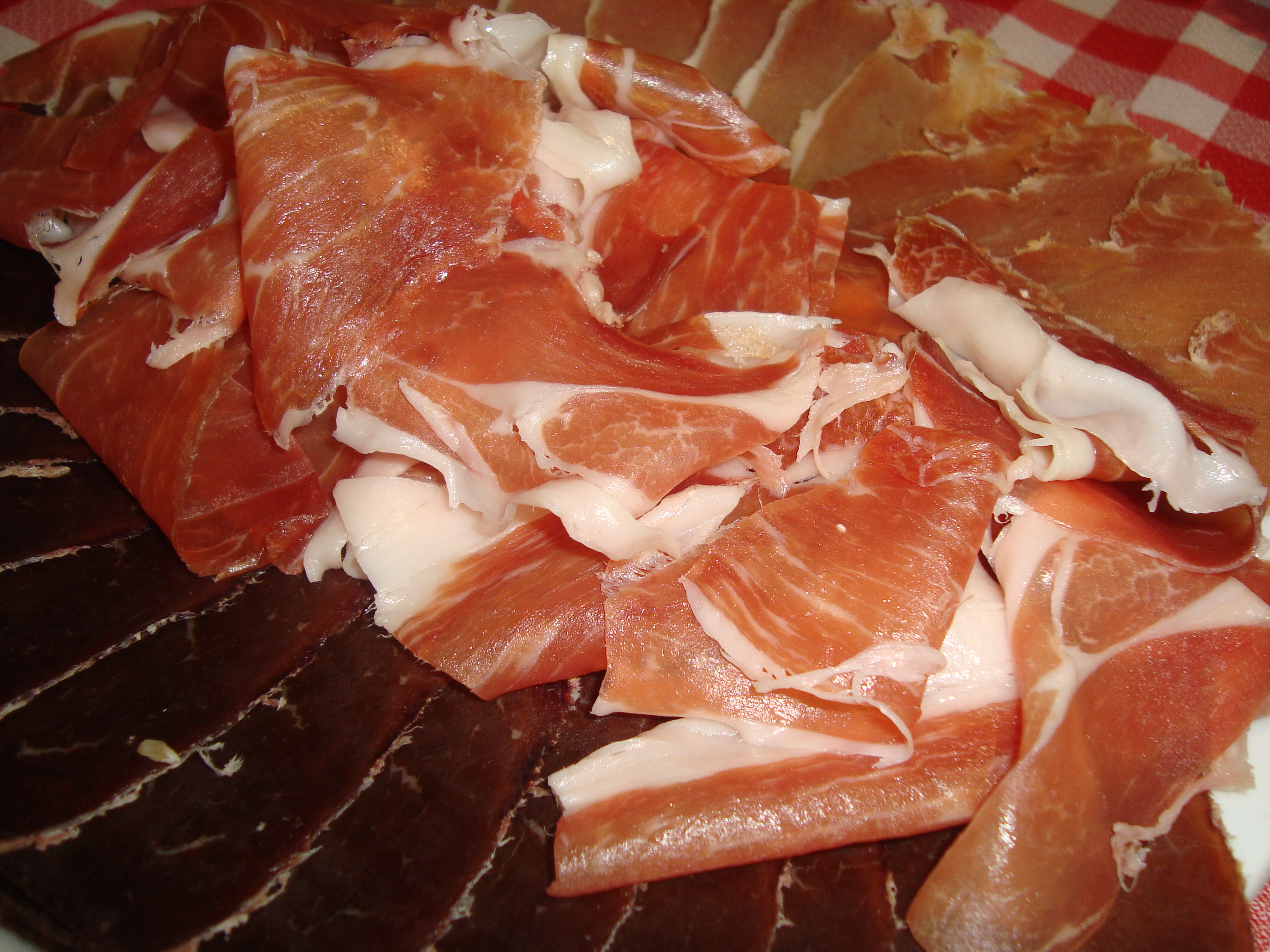
Charcutería: Jamón serrano y cecina de vacuno.

## Turismo
Destacan las aguas del manantial de l'Avellà (los árabes ya conocían sus propiedades curativas), y el tranquilo lugar que ocupa el conjunto del ermitorio de Ntra. Señora de la Misericordia y el balneario. 
Desde l'Avellà se pueden efectuar paseos por toda la sierra, con posibilidad de realizar senderos hasta la ermita de Santa Lucía, en Salvasoria o Gibalcolla.
A partir de Catí se pueden efectuar breves excursiones a lugares como la ermita de San Vicente, El Pilar, l'Avellà, Santa Ana, Santa Lucía y Vallivana, Ares, Morella, pinturas rupestres de Cueva Remigia, Valltorta. Catí también cuenta con piscina municipal, campo de deportes y es posible la práctica de la equitación.

## Tradiciones
Cada año, coincidiendo con el primer sábado del mes de mayo, los vecinos de Catí realizan una romería a la Ermita de San Pedro de Castellfort. Se trata de una procesión muy arraigada que se viene haciendo desde la antigüedad, ya documentada en 1321. Destaca asimismo el acto de la Despertà, que tiene lugar en la población a las cinco de la mañana y que se vuelve a repetir en la ermita de San Pedro, en la mañana del domingo.